# کاستلوکو
کاستلوکو (به ایتالیایی: Castelcucco) یک کومونه در ایتالیا است که در استان ترویزو واقع شده‌است.

## خصوصیات
کاستلوکو ۸٫۸ کیلومترمربع مساحت و ۲٬۰۷۶ نفر جمعیت دارد.